# Megacephala bocandei
Megacephala bocandei is een keversoort uit de familie van de loopkevers (Carabidae). De wetenschappelijke naam van de soort is voor het eerst geldig gepubliceerd in 1848 door Guerin-Meneville.